# 1966

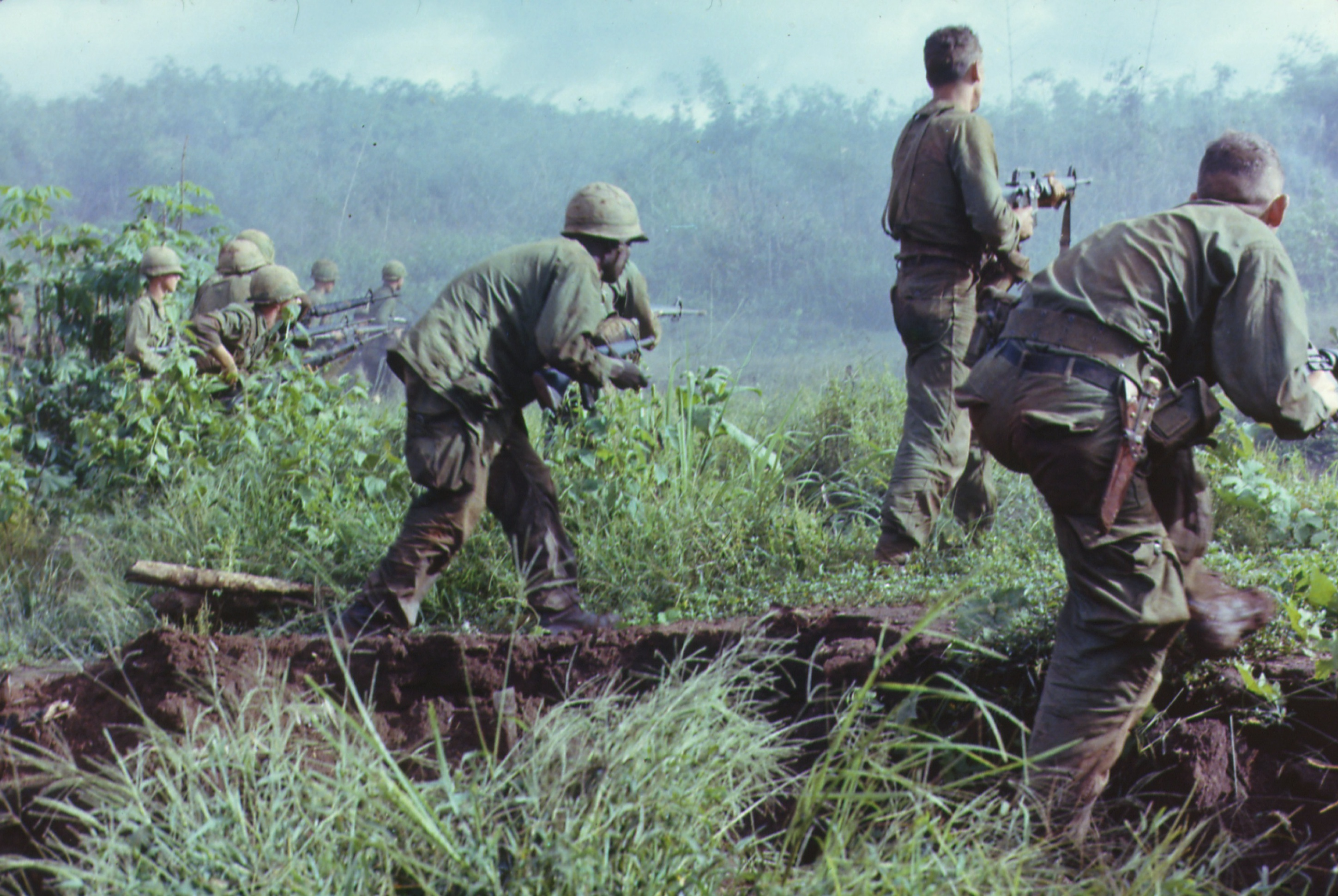
Una pattuglia di fanteria americana all'assalto di una postazione di Vietcong durante l'Operazione Hawthorne nel 1966

Il 1966 (MCMLXVI in numeri romani) è un anno  del XX secolo.

## Eventi

### Gennaio
- 1º gennaio – il colonnello Jean-Bédel Bokassa defenestra il presidente David Dacko e prende il potere nella Repubblica Centrafricana.
- 2 gennaio – viene liberata Franca Viola, la prima donna italiana a rifiutare il matrimonio riparatore. Divenne simbolo della crescita civile dell'Italia nel secondo dopoguerra e dell'emancipazione delle donne italiane.
- 9 gennaio – Spagna: a Madrid si disputa la prima edizione della Coppa Intercontinentale di pallacanestro. La conquista la squadra italiana della Ignis Varese.
- 10 gennaio – Tashkent: India e Pakistan firmano accordi di pace.
- 13 gennaio – dopo mesi di manifestazioni e sommosse dei neri per ottenere diritti civili e politici Robert Weaver diventa il primo ministro di colore nella storia degli Stati Uniti.
- 17 gennaio
  - Simon and Garfunkel pubblicano il loro secondo album, Sounds of Silence.
  - Un bombardiere B-52 si scontra con un aereo da rifornimento KC-135 sui cieli della Spagna, sganciando tre bombe all'idrogeno da 70-kilotoni nei pressi della cittadina di Palomares e un'altra in mare. Nessuna di queste esplode.
- 19 gennaio – dopo l'improvvisa morte del premier Lal Bahadur Shastri, Indira Gandhi viene eletta primo ministro indiano assumendo una carica che era stata assunta anche da suo padre Jawaharlal Nehru (dal 1947 al 1964).
- 28 gennaio – Brema: alle ore 18:50 un aereo della compagnia tedesca Lufthansa, partito da Francoforte, precipita in fase di atterraggio; nel rogo che ne consegue muoiono i quattro membri dell'equipaggio e tutti i quarantadue passeggeri a bordo; fra loro anche sette nuotatori della nazionale italiana (Carmen Longo, Luciana Massenzi, Daniela Samuele, Bruno Bianchi, Amedeo Chimisso, Sergio De Gregorio e Chiaffredo "Dino" Rora) il tecnico-accompagnatore Paolo Costoli ed il telecronista RAI Nico Sapio. È la più grave sciagura occorsa al nuoto italiano e una delle più gravi di tutto lo sport azzurro, dopo quella di Superga in cui scomparve il Grande Torino di capitan Valentino Mazzola.
- 30 gennaio – viene siglato il Compromesso di Lussemburgo per l'utilizzo del metodo maggioritario nella CEE.
- 31 gennaio – l'Agenzia Spaziale Russa lancia nello spazio la sonda Luna 9, il primo oggetto meccanico ad atterrare sul suolo lunare.

### Febbraio
- 4 febbraio – abolito l'Indice dei libri proibiti
- 14 febbraio – Milano: sul giornalino studentesco La zanzara del liceo Parini viene pubblicata un'inchiesta sulla posizione della donna nella società. Scoppia uno scandalo di dimensioni nazionali.
- 23 febbraio – Siria: colpo di Stato interno al partito Ba'th al potere.

### Marzo
- 4 marzo – Londra: in un'intervista all'Evening Standard, John Lennon rilascia la famosa dichiarazione: «Siamo più popolari di Gesù Cristo».
- 5 marzo: l'Austria vince l'Eurovision Song Contest, ospitato a Lussemburgo, Lussemburgo.
- 8 marzo: Papa Paolo VI pubblica il nuovo statuto del Sant'Uffizio, che decreta ufficialmente l'abolizione dell'Indice dei libri proibiti.

### Aprile
- 8 aprile – URSS: Leonìd Il'ìč Brèžnev diventa segretario generale dell'Unione Sovietica.
- 13 aprile – Iraq meridionale: l'elicottero che trasporta il presidente dell'Iraq Abd al-Salam Arif cade provocando la sua morte e quella di dieci persone.
- 15 aprile - Stati Uniti - Time pubblica un ampio servizio sulla cultura pop londinese degli anni sessanta; viene coniata la locuzione "Swinging London".
- 21 aprile – Houston (Texas): primo impianto di cuore artificiale in un organismo umano.
- 27 aprile – Roma: prima messa beat nell'oratorio dei Padri Filippini.
- 30 aprile – viene fondata la Chiesa di Satana da Anton LaVey.

### Maggio
- 1º maggio – Bulgaria: crolla un bacino di decantazione di una miniera provocando una valanga di fango e detriti che travolge e distrugge Zgorigrad e Vraca, causando la morte di quasi 500 persone.
- 4 maggio – la Fiat stipula con il governo sovietico un contratto per la realizzazione di una vettura in Russia.
- 16 maggio
  - Bob Dylan pubblica il suo settimo album Blonde on Blonde
  - I Beach Boys pubblicano il loro undicesimo album Pet Sounds
  - In Cina prende avvio la decennale e sanguinosa "Rivoluzione culturale".
- 26 maggio – la Guyana ottiene l'indipendenza dal Regno Unito.
- 28 maggio – i governi dell'Indonesia e della Malaysia mettono fine al loro confronto.

### Giugno
- 2 giugno – Irlanda: Éamon de Valera viene rieletto presidente d'Irlanda.
- 3 giugno – Repubblica Dominicana: Joaquín Antonio Balaguer viene eletto presidente.
- 28 giugno – Argentina: con un colpo di Stato militare viene deposto Arturo Umberto Illia e al suo posto si insedia il generale Juan Carlos Onganía.
- 29 giugno – Guerra del Vietnam: gli Stati Uniti iniziano massicci bombardamenti sul Vietnam del Nord: vengono distrutte case, industrie, centrali elettriche e il 60% delle riserve di carburante nordvietnamita.
- 30 giugno – la Francia lascia formalmente la NATO.

### Luglio
- 3 luglio – René Barrientos Ortuño è eletto presidente della Bolivia.
- 6 luglio – il Malawi si proclama repubblica.
- 8 luglio – Burundi: Mwambutsa Bangiricenge è deposto da suo figlio Ntare V Charles Ndizeye.
- 30 luglio – l'Inghilterra batte la Germania Ovest 4 a 2 vincendo la coppa del mondo.

### Agosto
- 1 agosto:
  - Ad Austin, nell'Università del Texas, Charles Whitman sale sulla Torre del Campus per poi aprire il fuoco sui passanti, uccidendo 16 persone.
  - Cina: Mao Zedong riconosce ufficialmente le Guardie Rosse come il vero movimento politico sostenitore della sua Rivoluzione culturale.
- 5 agosto – A New York, nella Lower Manhattan, prende il via la costruzione del World Trade Center (centro di commercio mondiale) e delle sue torri gemelle.
- 13 agosto – disastroso terremoto in Turchia: 2.394 morti e circa 10.000 feriti.
- 21 agosto – Los Angeles: ultima esibizione dei The Doors al leggendario Whisky a Go Go.
- 29 agosto – San Francisco: ultima esibizione in pubblico dei Beatles al Candlestick Park.

### Settembre
- 6 settembre – Città del Capo, Sudafrica: l'artefice dell'apartheid, il primo ministro Hendrik Verwoerd, è accoltellato a morte da Dimitri Tsafendas durante un incontro parlamentare.
- 8 settembre – Viene trasmesso negli Stati Uniti il primo episodio di Star Trek (anche se la prima trasmissione ufficiale avvenne in Canada due giorni prima).
- 12 settembre – Sudafrica: Balthazar Johannes Vorster diviene primo ministro.
- 30 settembre – indipendenza del Botswana

### Ottobre
- 4 ottobre – Basutoland diviene indipendente e cambia nome in Lesotho.
- 9 ottobre
  - Guerra del Vietnam: massacro di Binh Ta
  - Guerra del Vietnam: massacro di Dien Nien
- 17 ottobre – Lesotho e Botswana vengono ammesse all'ONU.
- 21 ottobre – Disastro di Aberfan

### Novembre
- 4 novembre – dopo molti giorni di pioggia battente sull'Italia del Centro-Nord molti fiumi straripano. Una terribile alluvione si abbatte su molte città che si affacciano sul mare o a ridosso dei grandi fiumi. Grandi ondate di piena sommergono Venezia, Trento, Vicenza, Padova, Siena, ma sono Firenze (alluvione di Firenze) e Grosseto (alluvione di Grosseto) a subire i danni più gravi, con lo straripamento dei fiumi Arno e Ombrone.
- 11 novembre - La Spagna dichiara l'amnistia per i crimini perpetrati durante la guerra civile spagnola.
- 21 novembre – in Togo l'esercito sventa un colpo di Stato.
- 28 novembre – in Burundi un colpo di Stato militare abbatte la monarchia proclamando la repubblica. Il nuovo presidente è il generale Michel Micombero.
- 30 novembre – Indipendenza di Barbados.

### Dicembre
- 1º dicembre – Kurt Georg Kiesinger è eletto cancelliere della Germania dell'Ovest.
- 6 dicembre – Guerra del Vietnam: massacro di Bình Hòa
- 7 dicembre –  Barbados entra a far parte dell'ONU.
- 16 dicembre
  - Il Libretto rosso di Mao viene pubblicato a Pechino.
  - Il consiglio di sicurezza dell'ONU approva l'embargo del petrolio per la Rhodesia.
- 21 dicembre – viene lanciata la sonda spaziale sovietica Luna 13.
- 24 dicembre – la sonda sovietica Luna 13 tocca la superficie lunare nell'Oceanus Procellarum.

## Nati
Ci sono circa 3 840 voci su persone nate nel 1966; vedi la pagina Nati nel 1966 per un elenco descrittivo o la categoria Nati nel 1966 per un indice alfabetico.

## Morti
Ci sono circa 1 040 voci su persone morte nel 1966; vedi la pagina Morti nel 1966 per un elenco descrittivo o la categoria Morti nel 1966 per un indice alfabetico.

## Calendario
| Calendario 1966 | Calendario 1966 | Calendario 1966 | Calendario 1966 | Calendario 1966 | Calendario 1966 | Calendario 1966 | Calendario 1966 | Calendario 1966 | Calendario 1966 | Calendario 1966 | Calendario 1966 | Calendario 1966 | Calendario 1966 | Calendario 1966 | Calendario 1966 | Calendario 1966 | Calendario 1966 | Calendario 1966 | Calendario 1966 | Calendario 1966 | Calendario 1966 | Calendario 1966 | Calendario 1966 | Calendario 1966 | Calendario 1966 | Calendario 1966 | Calendario 1966 | Calendario 1966 | Calendario 1966 | Calendario 1966 | Calendario 1966 | Calendario 1966 |
| --------------- | --------------- | --------------- | --------------- | --------------- | --------------- | --------------- | --------------- | --------------- | --------------- | --------------- | --------------- | --------------- | --------------- | --------------- | --------------- | --------------- | --------------- | --------------- | --------------- | --------------- | --------------- | --------------- | --------------- | --------------- | --------------- | --------------- | --------------- | --------------- | --------------- | --------------- | --------------- | --------------- |
|                 | 1               | 2               | 3               | 4               | 5               | 6               | 7               | 8               | 9               | 10              | 11              | 12              | 13              | 14              | 15              | 16              | 17              | 18              | 19              | 20              | 21              | 22              | 23              | 24              | 25              | 26              | 27              | 28              | 29              | 30              | 31              |                 |
| Gennaio         | Sa              | Do              | Lu              | Ma              | Me              | Gi              | Ve              | Sa              | Do              | Lu              | Ma              | Me              | Gi              | Ve              | Sa              | Do              | Lu              | Ma              | Me              | Gi              | Ve              | Sa              | Do              | Lu              | Ma              | Me              | Gi              | Ve              | Sa              | Do              | Lu              |                 |
| Febbraio        | Ma              | Me              | Gi              | Ve              | Sa              | Do              | Lu              | Ma              | Me              | Gi              | Ve              | Sa              | Do              | Lu              | Ma              | Me              | Gi              | Ve              | Sa              | Do              | Lu              | Ma              | Me              | Gi              | Ve              | Sa              | Do              | Lu              |                 |                 |                 |                 |
| Marzo           | Ma              | Me              | Gi              | Ve              | Sa              | Do              | Lu              | Ma              | Me              | Gi              | Ve              | Sa              | Do              | Lu              | Ma              | Me              | Gi              | Ve              | Sa              | Do              | Lu              | Ma              | Me              | Gi              | Ve              | Sa              | Do              | Lu              | Ma              | Me              | Gi              |                 |
| Aprile          | Ve              | Sa              | Do              | Lu              | Ma              | Me              | Gi              | Ve              | Sa              | Do              | Lu              | Ma              | Me              | Gi              | Ve              | Sa              | Do              | Lu              | Ma              | Me              | Gi              | Ve              | Sa              | Do              | Lu              | Ma              | Me              | Gi              | Ve              | Sa              |                 |                 |
| Maggio          | Do              | Lu              | Ma              | Me              | Gi              | Ve              | Sa              | Do              | Lu              | Ma              | Me              | Gi              | Ve              | Sa              | Do              | Lu              | Ma              | Me              | Gi              | Ve              | Sa              | Do              | Lu              | Ma              | Me              | Gi              | Ve              | Sa              | Do              | Lu              | Ma              |                 |
| Giugno          | Me              | Gi              | Ve              | Sa              | Do              | Lu              | Ma              | Me              | Gi              | Ve              | Sa              | Do              | Lu              | Ma              | Me              | Gi              | Ve              | Sa              | Do              | Lu              | Ma              | Me              | Gi              | Ve              | Sa              | Do              | Lu              | Ma              | Me              | Gi              |                 |                 |
| Luglio          | Ve              | Sa              | Do              | Lu              | Ma              | Me              | Gi              | Ve              | Sa              | Do              | Lu              | Ma              | Me              | Gi              | Ve              | Sa              | Do              | Lu              | Ma              | Me              | Gi              | Ve              | Sa              | Do              | Lu              | Ma              | Me              | Gi              | Ve              | Sa              | Do              |                 |
| Agosto          | Lu              | Ma              | Me              | Gi              | Ve              | Sa              | Do              | Lu              | Ma              | Me              | Gi              | Ve              | Sa              | Do              | Lu              | Ma              | Me              | Gi              | Ve              | Sa              | Do              | Lu              | Ma              | Me              | Gi              | Ve              | Sa              | Do              | Lu              | Ma              | Me              |                 |
| Settembre       | Gi              | Ve              | Sa              | Do              | Lu              | Ma              | Me              | Gi              | Ve              | Sa              | Do              | Lu              | Ma              | Me              | Gi              | Ve              | Sa              | Do              | Lu              | Ma              | Me              | Gi              | Ve              | Sa              | Do              | Lu              | Ma              | Me              | Gi              | Ve              |                 |                 |
| Ottobre         | Sa              | Do              | Lu              | Ma              | Me              | Gi              | Ve              | Sa              | Do              | Lu              | Ma              | Me              | Gi              | Ve              | Sa              | Do              | Lu              | Ma              | Me              | Gi              | Ve              | Sa              | Do              | Lu              | Ma              | Me              | Gi              | Ve              | Sa              | Do              | Lu              |                 |
| Novembre        | Ma              | Me              | Gi              | Ve              | Sa              | Do              | Lu              | Ma              | Me              | Gi              | Ve              | Sa              | Do              | Lu              | Ma              | Me              | Gi              | Ve              | Sa              | Do              | Lu              | Ma              | Me              | Gi              | Ve              | Sa              | Do              | Lu              | Ma              | Me              |                 |                 |
| Dicembre        | Gi              | Ve              | Sa              | Do              | Lu              | Ma              | Me              | Gi              | Ve              | Sa              | Do              | Lu              | Ma              | Me              | Gi              | Ve              | Sa              | Do              | Lu              | Ma              | Me              | Gi              | Ve              | Sa              | Do              | Lu              | Ma              | Me              | Gi              | Ve              | Sa              |                 |

## Premi Nobel
- per la Pace: non è stato assegnato
- per la Letteratura: Shmuel Yosef Agnon, Nelly Sachs
- per la Medicina: Charles Brenton Huggins, Peyton Rous
- per la Fisica: Alfred Kastler
- per la Chimica: Robert S. Mulliken